# Pueraria montana
Pour les articles homonymes, voir Kudzu (homonymie).
Espèce
Synonymes
- Dolichos montanus Lour.
- Pachyrhizus montanus (Lour.) DC.
- Pueraria thunbergiana var. formosana Hosok.
- Pueraria tonkinensis Gagnep.[2]

Pueraria montana, la Puéraire hirsute, Kudzu (くず), ou vigne du Japon, est une espèce de plante à fleurs de la famille des Fabacées, originaire d'Asie de l'Est, du Sud-Est et du Sud. Il s’agit d’une liane qui grimpe aux arbres et s’étend rapidement en développant de longues tiges sur le sol et les falaises. Ces tiges sont capables de s’enraciner au niveau de nœuds (collets). Son système racinaire a la capacité de former de grosses racines tubéreuses gorgées de réserves vitales et d’eau.
Elle est cultivée dans son aire d'origine pour ses racines fournissant une fécule alimentaire. Sa variété lobata peut se montrer particulièrement envahissante. Elle peut recouvrir complètement d’importantes surfaces en grimpant par-dessus des arbres entiers et en supplantant la flore indigène.
Sa racine tubéreuse entre dans la matière médicale de la médecine traditionnelle chinoise. Elle est considérée en Chine comme l’une des 50 herbes fondamentales. Riches en amidon et en protéines, fleurs, feuilles et racines sont consommées. Au Japon, ses racines féculentes sont réduites en une fine poudre servant à préparer diverses sortes de Wagashi (confiseries traditionnelles). Les fibres végétales de ses jeunes tiges ont servi en Chine à fabriquer du papier.

## Liste des variétés
- Pueraria montana var. lobata

## Étymologie
Le nom de genre Pueraria a été dédié au botaniste suisse Marc Nicolas Puerari par un autre botaniste suisse Augustin-Pyramus de Candolle, le créateur du genre Pueraria.
L’épithète spécifique montana est un emprunt au latin mōntānus, a, um, « de montagne ». João de Loureiro indique dans la description de l’espèce Habitat in sylvis montanis Cochinchinae.
Le terme de « Kudzu » est apparu d'abord dans les Kojiki et Nihon shoki pour désigner une sorte de laine ou kazura (葛/蔓) couramment utilisée par les habitants de Kudzu (国栖, prononcé « kudzu »), région de l'actuelle Yoshino (préfecture de Nara). On ne sait pas si c'est le nom de la ville qui a été étendu à la plante ou l'inverse.

## Nomenclature
La première description botanique sous le nom de Dolichos montanus, est l’œuvre du botaniste portugais João de Loureiro dans Flora Cochinchinensis 2: 440–441. en 1790.
En 1935, le botaniste américain Elmer Drew Merrill transfère l’espèce dans le genre Pueraria dans Transactions of the American Philosophical Society, new series 24(2): 210.

## Description

### Aspect général
C'est une plante grimpante vivace par ses racines tubéreuses, à tiges ligneuses capables de grimper dans les arbres, sur les falaises et les murs. Ses tiges grimpent par enroulement apical sénestre autour de support, sans s’aider de vrilles. Lorsque la tige court sur un support couvert de résidus végétaux (une falaise ou le sol), des racines peuvent apparaitre au niveau des nœuds (collet) pour prélever les substances nutritives et se fixer solidement au support (à la manière du lierre) et émettre de nouvelles tiges. Les nœuds enracinés peuvent produire un grand nombre de jeunes tiges herbacées, de couleur vert strié de pourpre et couverte de poils de couleur bronze. Ces dernières vont s’étendre au sol ou grimper sur des arbustes. Elles peuvent atteindre jusqu’à 8 m de long. Elles sont ligneuses à la base et velues avec des poils jaunâtres.
Le variant Pueraria montana var. lobata est particulièrement vigoureux et peut se montrer envahissant. En conditions idéales, ces tiges peuvent pousser jusqu’à 30 m par an. Au sud des Alpes suisses, Pron a mesuré des croissances jusqu’à 26 cm par jour, avec des lianes poussant jusqu’à 15 m par an. Le résultat d’une telle vigueur de croissance est la formation d’un dense réseau de tiges enchevêtrées qui rendent l’amas presque impénétrable.
Certaines racines peuvent se développer en gros tubercules de plus de 100 kg, et atteindre plus de deux mètres de long et 10 à 20 cm de diamètre. Les substances de réserve y sont stockées,.
Les racines présentent des protubérances racinaires, ou nodosités, dans lesquelles résident des bactéries symbiotiques de la famille des Rhizobiaceae, capables de fixer l’azote atmosphérique (N2).
|  |  |

### Feuilles

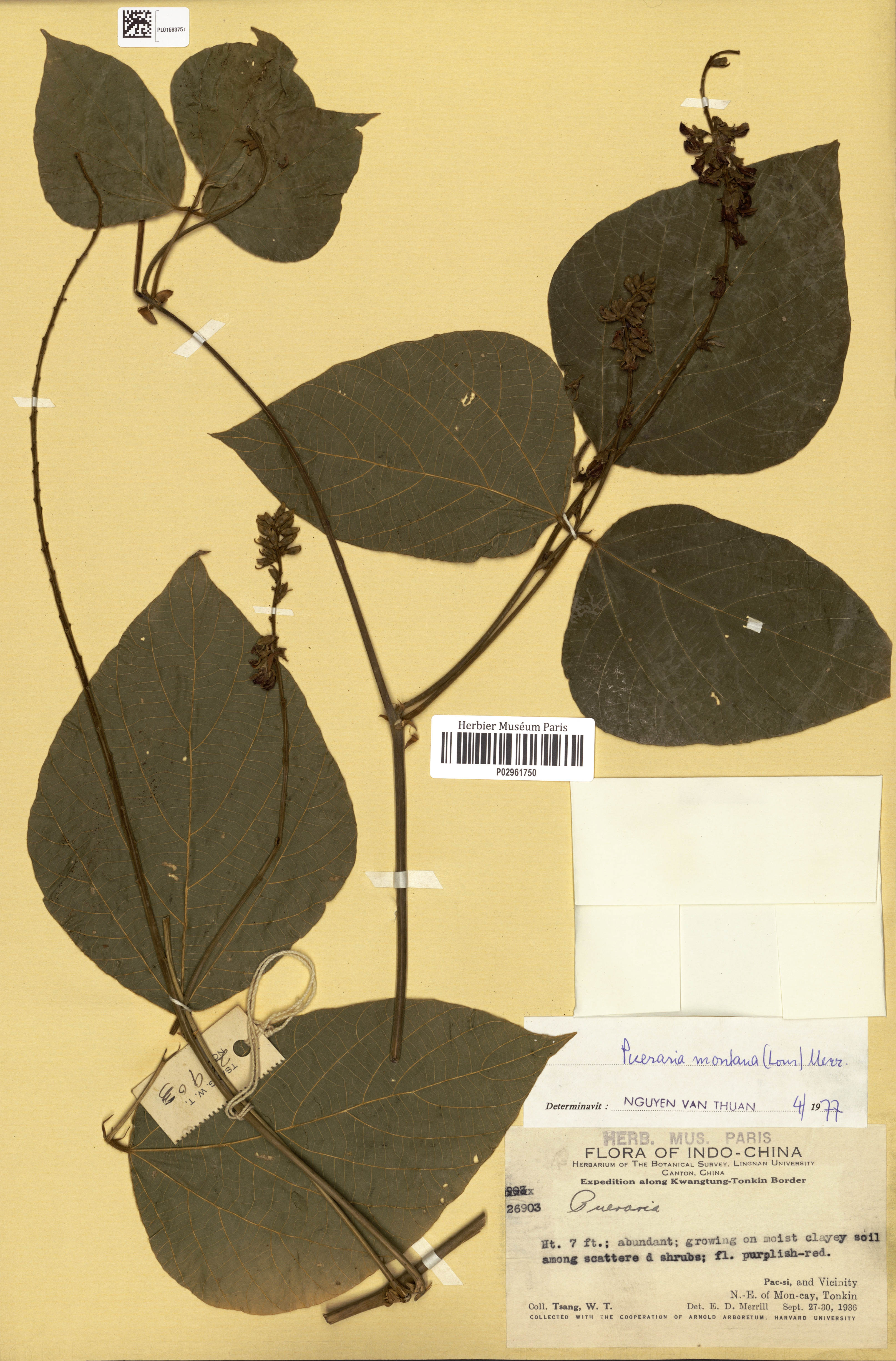
Pueraria montana, spécimen récolté près de la frontière Guangdong-Tonkin en 1936, folioles non lobées

Le pétiole fait dix à vingt centimètres de long et porte 2 stipules insérées dessus, ovales-oblongues.
Les feuilles, caduques, alternes, sont composées de 3 folioles, chacune 3-lobée, rarement entière, la foliole terminale largement ovale, de 7-15 (-19) cm de long sur 5-12 (-18) cm de large, à apex acuminé, les folioles latérales obliquement ovales, plus petites, à poils apprimés (appliqués) dessus et plus densément poilu dessous.  

### Fleurs et fruits
Les inflorescences sont des racèmes dressés, de 15–30 cm de long, qui portent de 30 à 80 fleurs. Celles-ci sont agrégées par 2 à 3 aux nœuds.
Les fleurs, du type papilionacé et de couleur pourpres, sont relativement petites. Le calice villeux à poils jaune-brun, fait de 7 à 20 mm. Elles produisent un nectar abondant et attirent de nombreux insectes, y compris les abeilles.
La floraison se produit en fin d'été et donne naissance à des gousses allongées, de 4–14 cm sur 6–13 mm, aplaties, hirsutes brunes, étroites contenant jusqu'à dix graines.
La floraison a lieu en juillet-octobre, la fructification en octobre-décembre.

## Album de photos

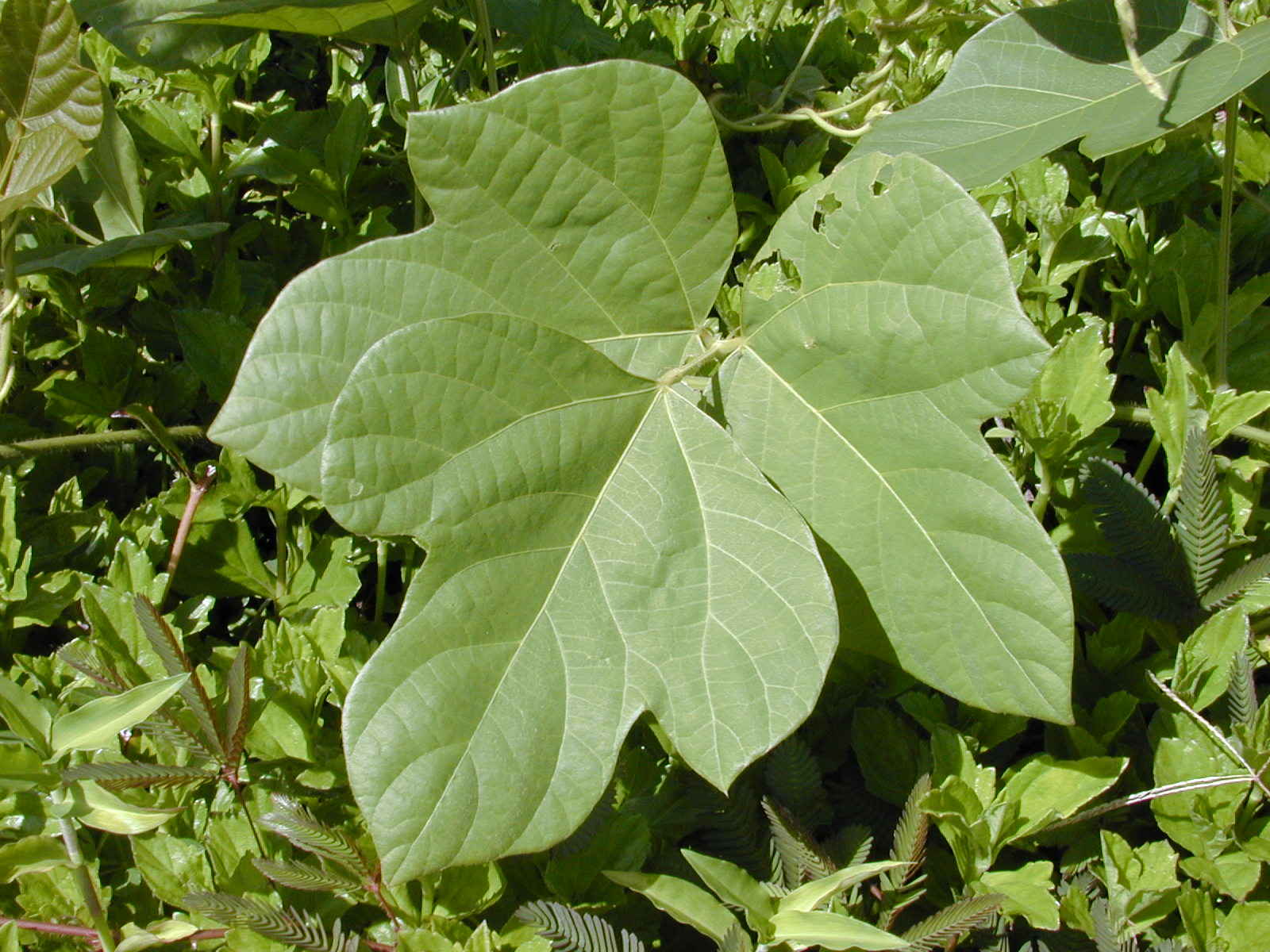
Trois folioles très lobées de var. montana
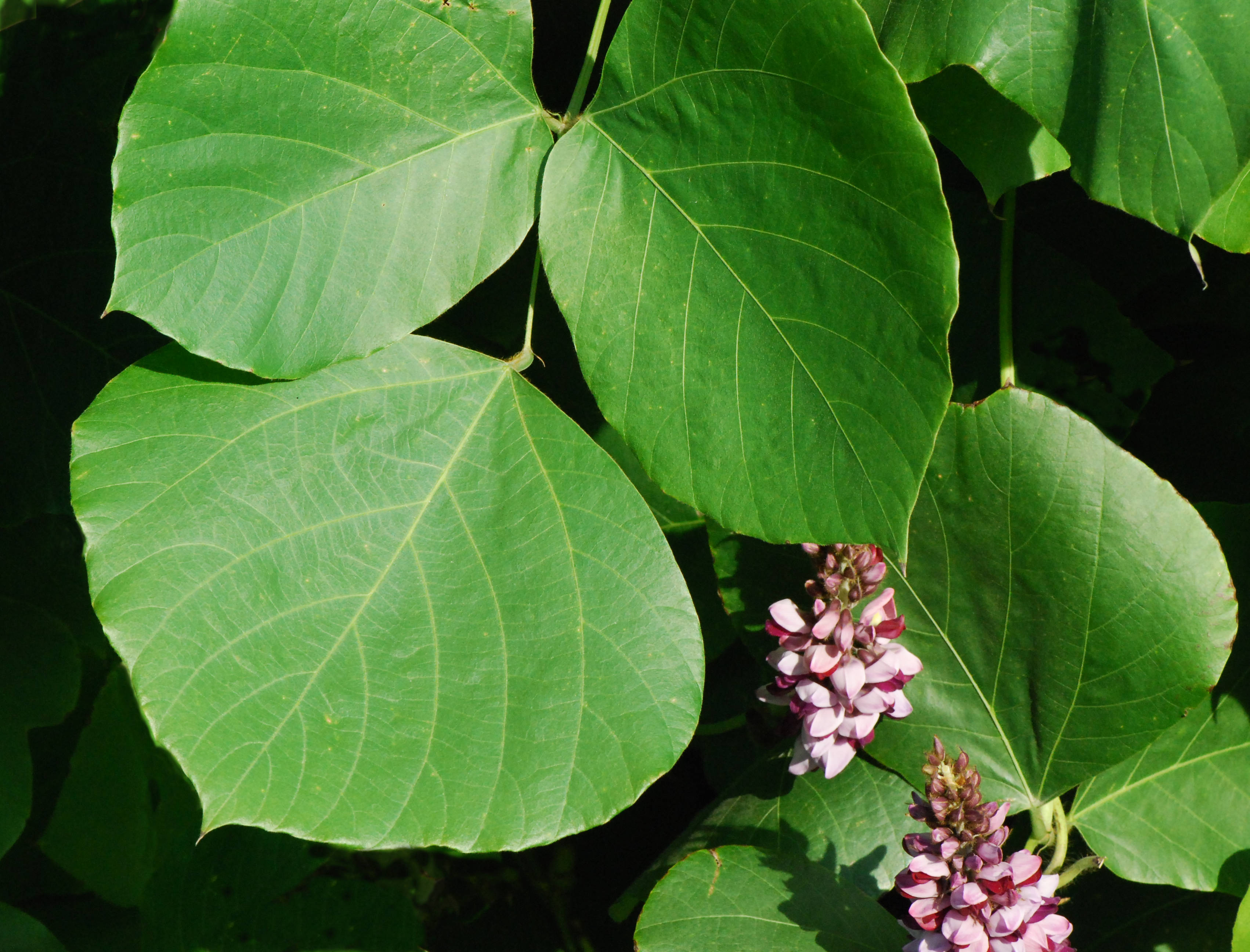
P. montana var. lobata, les folioles sont entières
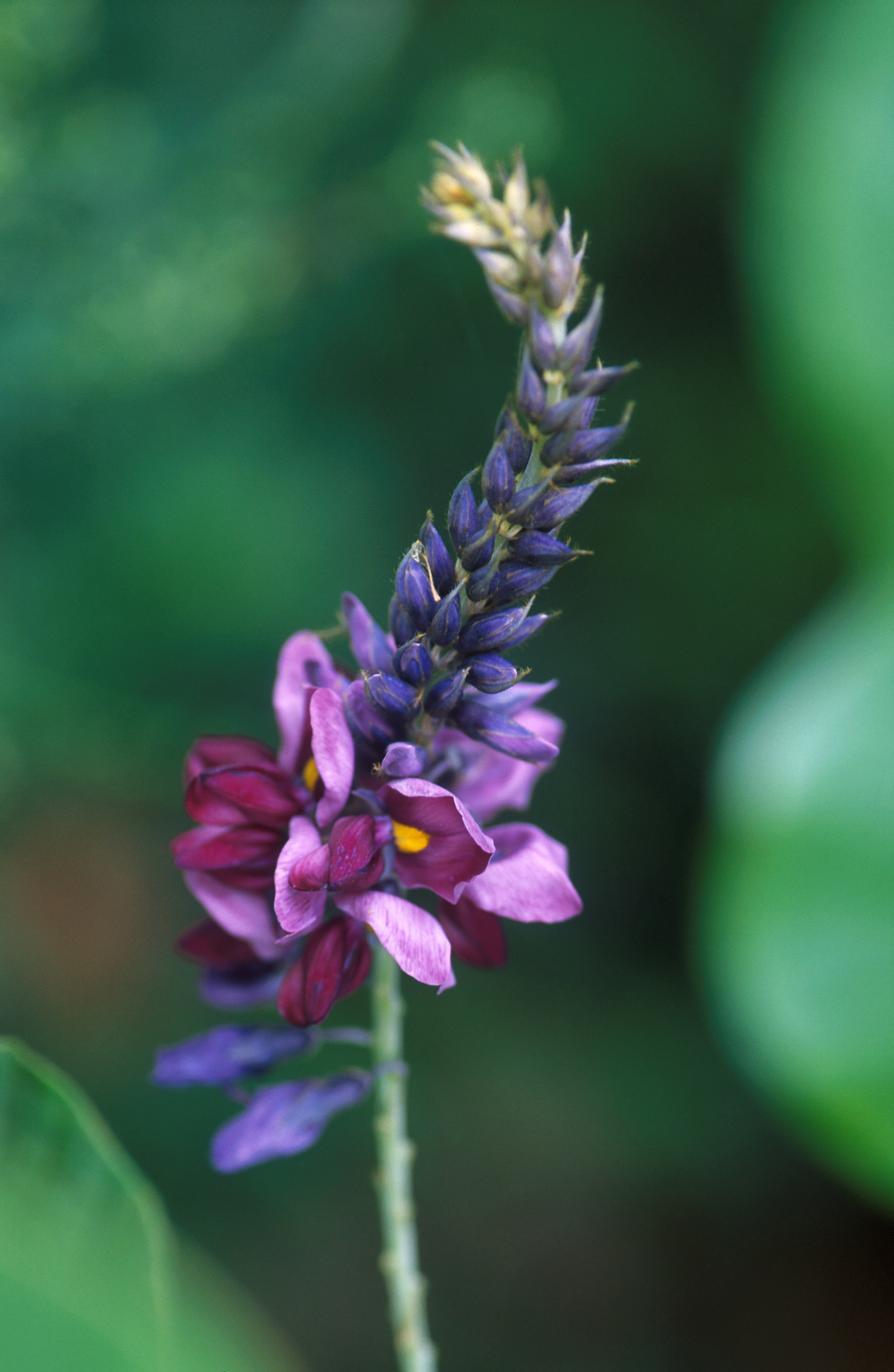
Racème
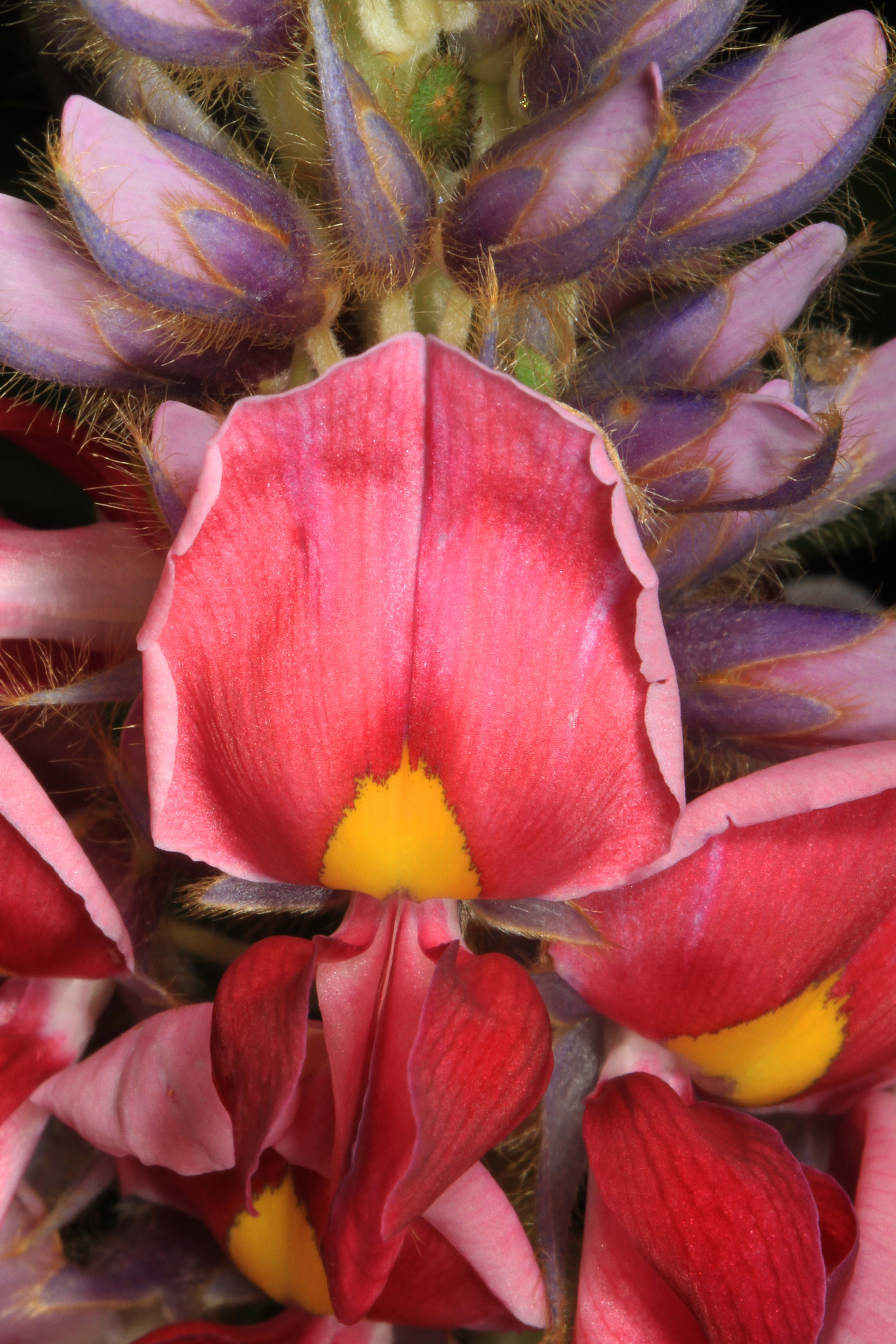
Fleur
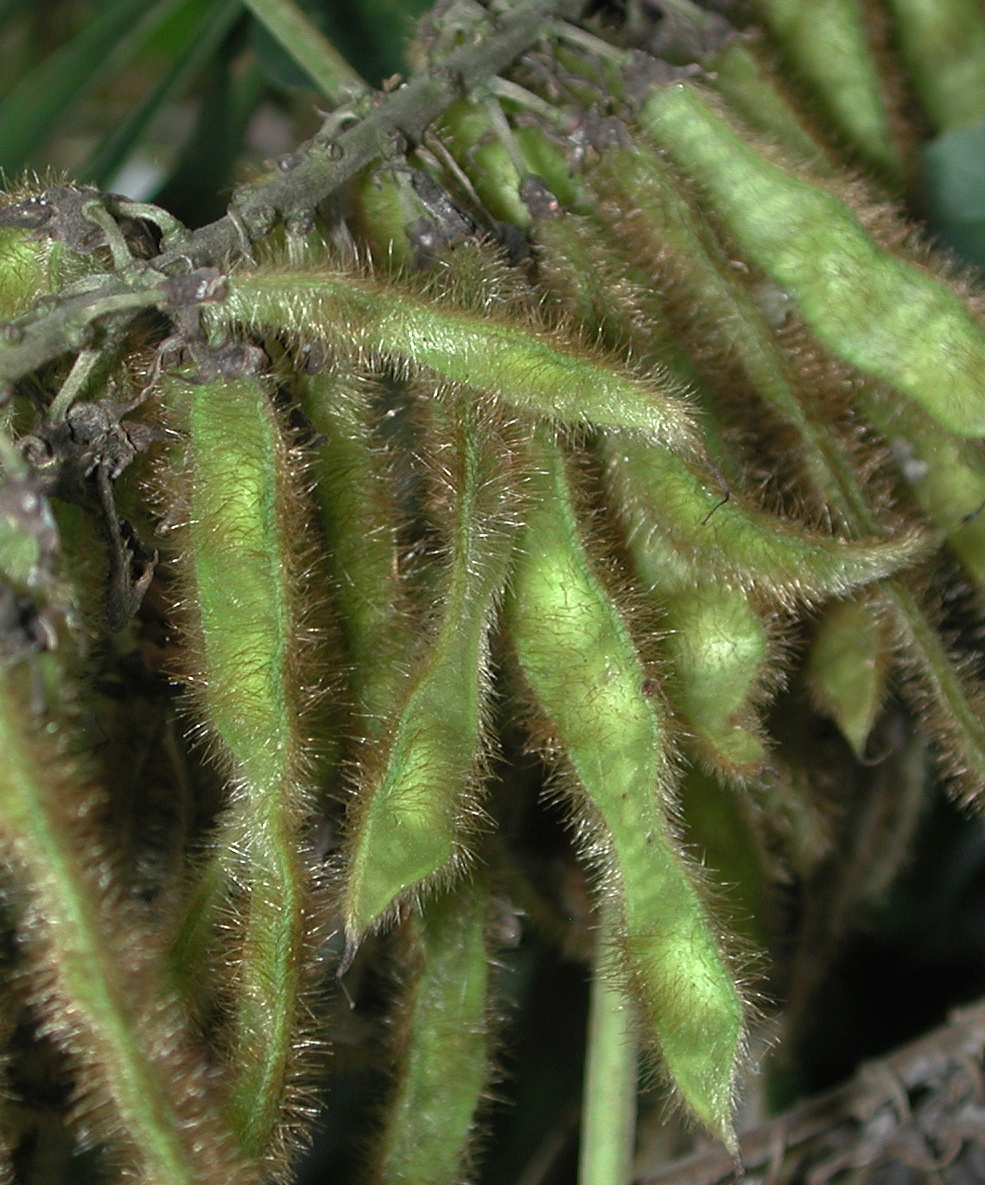
Gousse
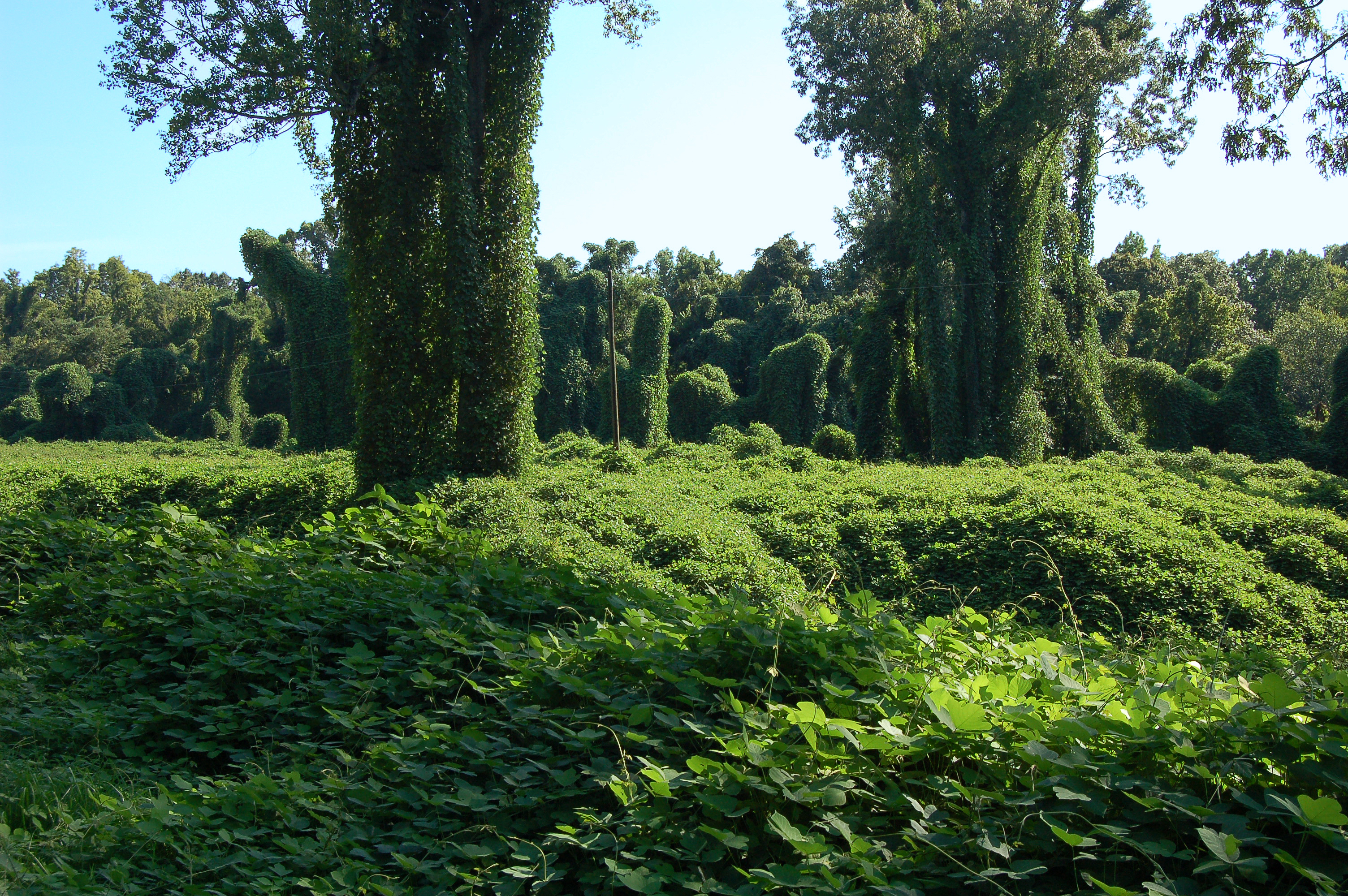
Une espèce grimpante qui peut devenir très envahissante.
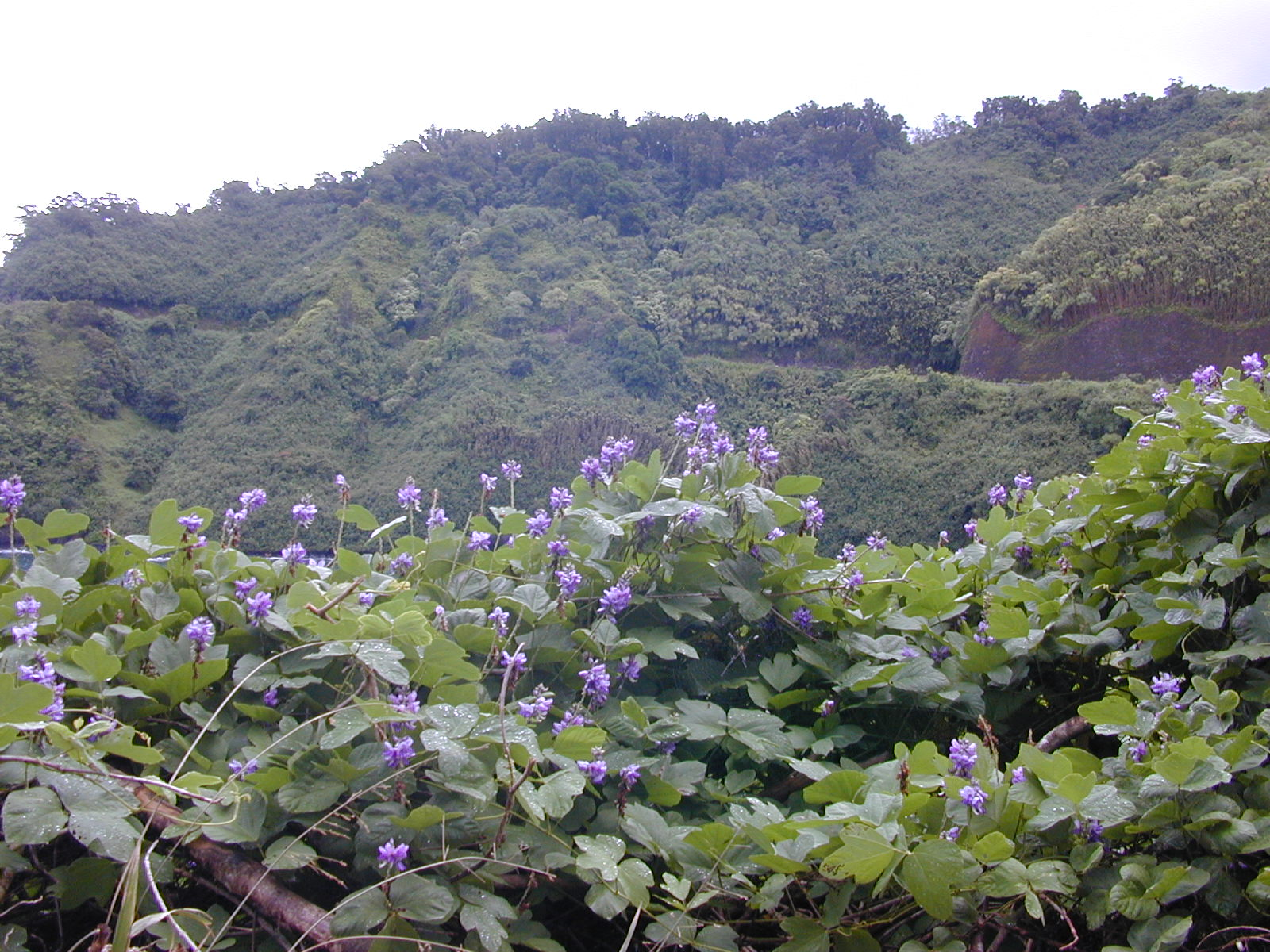
Pueraria montana var. lobata en fleurs.
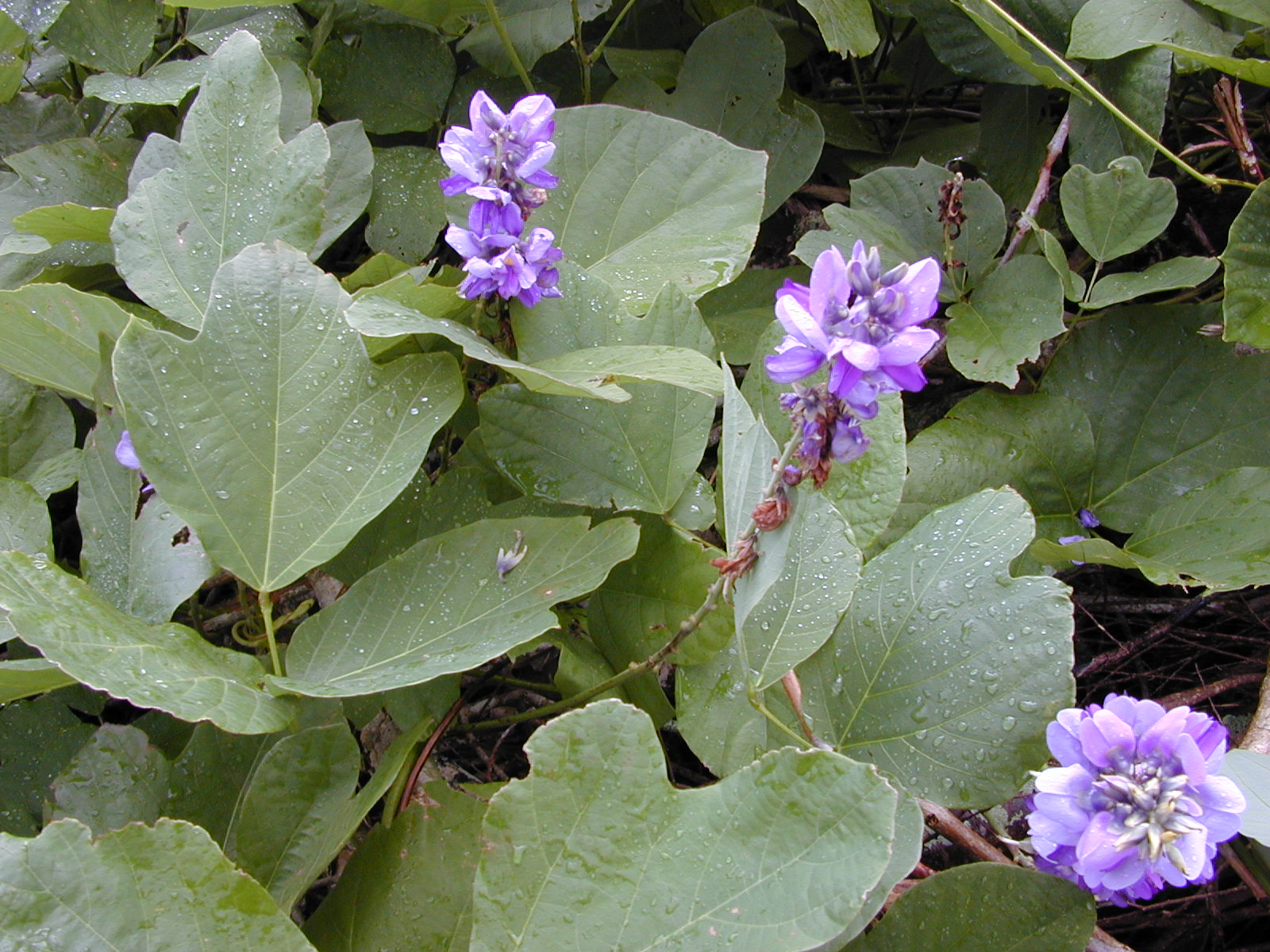
Feuilles et fleurs de Pueraria montana var. lobata.
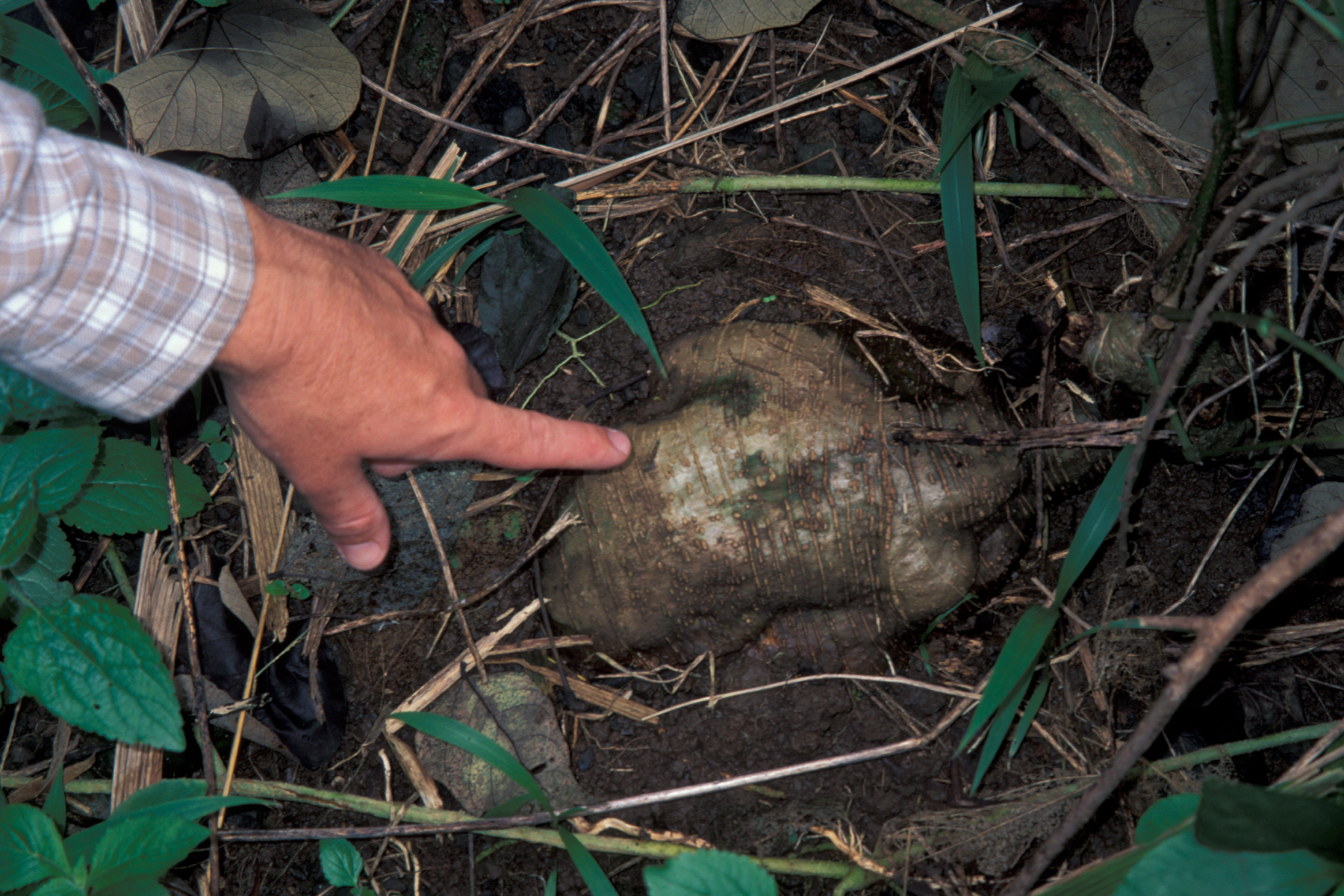
Racine tubéreuse (Hawaii) de P. montana var lobata
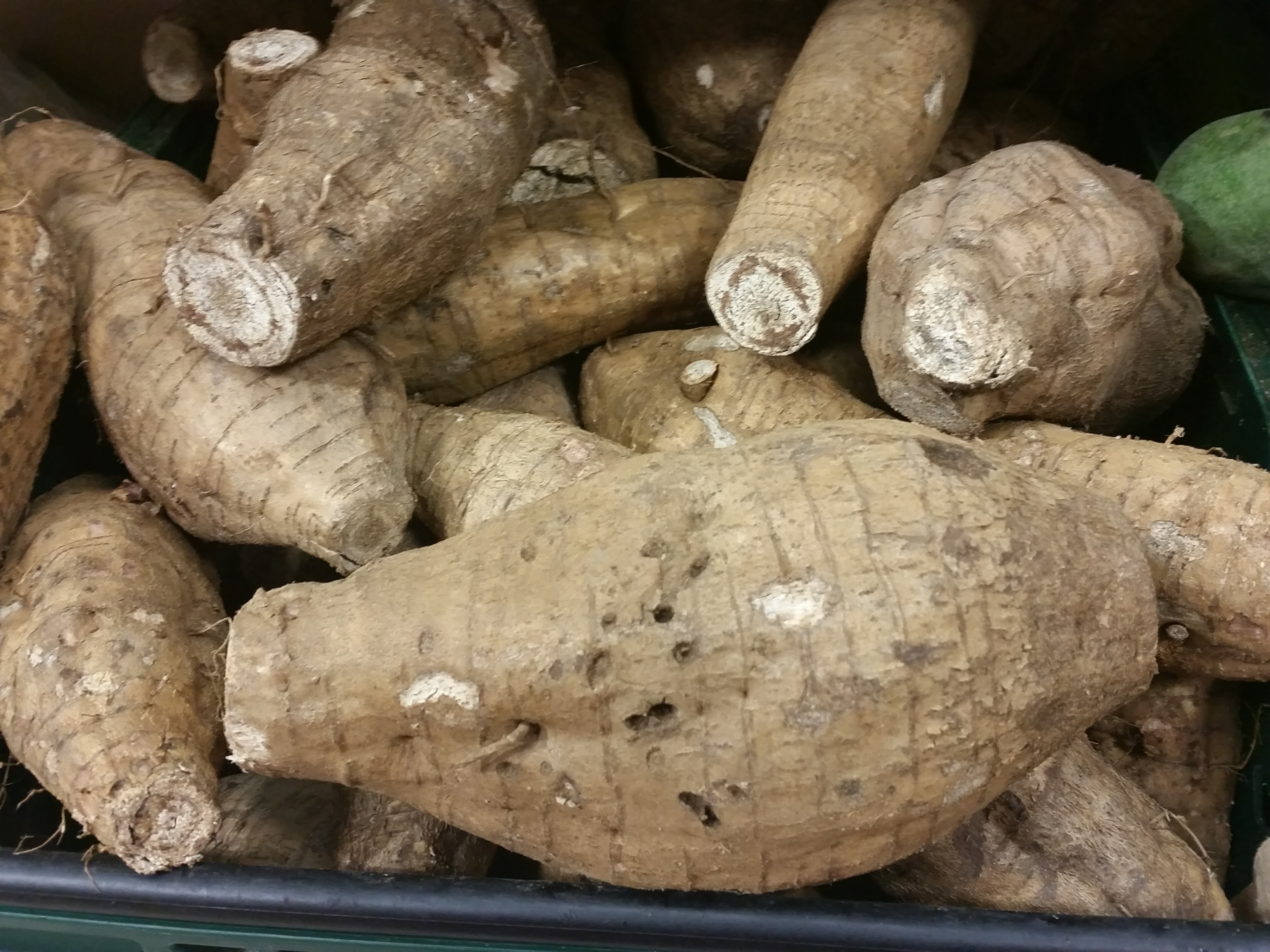
Racines dans un marché

## Aire de répartition et habitat
Cette espèce est originaire des régions tempérées et chaudes de l'Extrême-Orient et du Pacifique occidental:
- Extrême-Orient russe, Chine, Japon, Corée, Taïwan ;
- Inde, Nepal, Myanmar, Thaïlande, Viêt Nam, Malaisie, Indonésie (Java);
- Australie, Philippines, Fidji, Nouvelle-Guinée, Nouvelle-Calédonie, Îles Salomon.

Elle a été introduite dès le XIXe siècle en Europe (Ukraine, Yougoslavie) et aux États-Unis (du Texas au Maine). Elle a aussi été introduite en Argentine du Nord-Est, en Afrique (Cameroun, République centrafricaine, Éthiopie, Gabon, Ghana, Libéria, Mozambique, Nigeria, Sénégal, Soudan, Congo).
De nos jours, elle est naturalisée en Ukraine et dans la région du Caucase, en Afrique du Sud, ainsi qu'aux États-Unis où elle est considérée comme une plante envahissante.
Le kudzu pousse bien dans une large gamme de milieux et dans la plupart des types de sols.
Il préfère cependant les lisières de forêts, les champs en friche, les bords de route et les zones perturbées où l'ensoleillement est abondant. Il prospère mieux là où les hivers ne descendent pas sous les –15 °C, où la température moyenne l'été est régulièrement au-dessus de 27 °C et où la pluviosité annuelle est d'au moins 1000 mm. Dans les régions où la température descend sous les –15 °C, il est détruit au-dessus du sol mais peut repartir des racines au printemps.

## Taxons inférieurs
Trois variétés sont distinguées, en particulier par des critères de taille (Flora of China)
| Variétés de Pueraria montana (chin. 葛 ge) | |                                                                                        |                                                                    |
| Nom botanique                              | var. montana | var. lobata                                                                            | var. thomsonii                                                     |
| Nom chinois                                | 葛 gé | 葛麻姆 gémámǔ                                                                          | 粉葛 fěngé                                                         |
| Calice                                     | 7–8 mm | 8–10 mm                                                                                | jusq. 20 mm                                                        |
| Gousse                                     | 4–9 cm x 6–8 mm | 5–9 cm x 8–11 mm                                                                       | 10–14 cm x 10–13 mm                                                |
| Répartition                                | Chine (Fujian, Guangdong, Guangxi, Guizhou, Hainan, Hubei, Hunan, Jiangxi, Sichuan, Yunnan, Zhejiang), Taiwan, Japon, Laos, Myanmar, Philippines, Thaïlande, Vietnam | Partout en Chine (sauf Qinghai, Xinjiang et Xizang) Asie du Sud-Est jusqu'en Australie | Chine du Sud, Inde, Laos, Myanmar, Philippines, Thaïlande, Vietnam |

## Plante envahissante

### Caractère envahissant

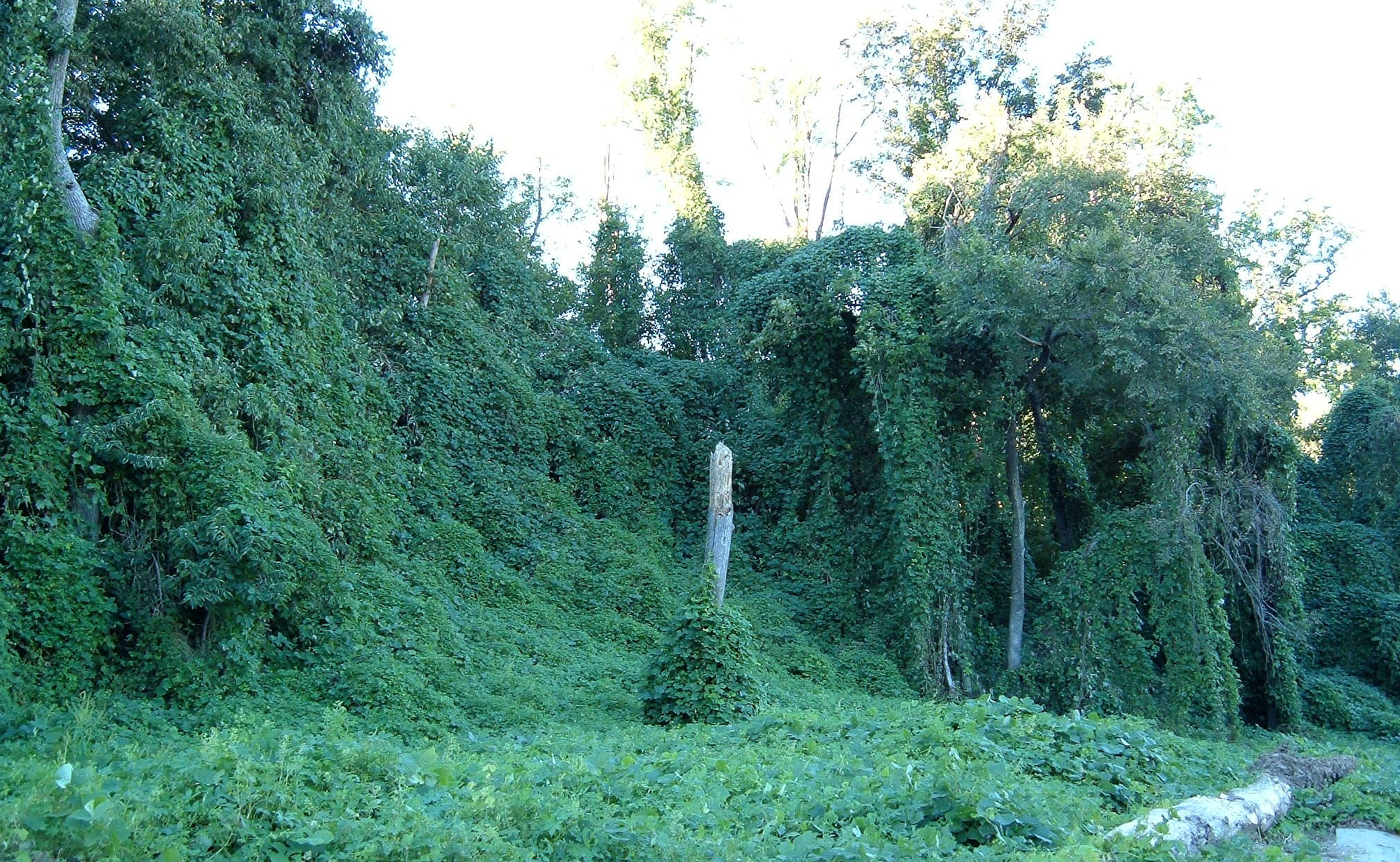
L'espèce peut être très envahissante et recouvrir de vieilles bâtisses ou des arbres.

La puéraire hérissée peut recouvrir complètement d’importantes surfaces en grimpant par-dessus des arbres entiers, supplantant la flore indigène et causant des dommages aux infrastructures.
La Pueraria montana var. lobata  a été introduite du Japon aux États-Unis à l'occasion de l'Exposition universelle de 1876, où il fut présenté comme plante fourragère et comme plante ornementale. De 1935 au début des années 1950, les agriculteurs du sud des États-Unis ont été encouragés à planter du kudzu pour combattre l'érosion des sols et les Civilian Conservation Corps de Franklin Roosevelt l'ont largement planté pendant des années. Le kudzu fut déclaré plante envahissante par le ministère américain de l'Agriculture en 1953 et fut dès lors retiré de la liste des plantes admises comme plantes couvre-sol ,.
Le kudzu est maintenant très répandu dans la plupart des États du Sud-Est des États-Unis et se trouve vers le nord jusqu'en Pennsylvanie et vers le sud jusqu'au nord de la Floride . On l'a également trouvé (de façon plutôt inexplicable) dans le Comté de Clackamas dans l'Oregon en 2000. Au total, le kudzu infeste de 20 à 30 000 km2 de territoire aux États-Unis et entraîne environ 500 millions de dollars de frais annuels tant pour les terres perdues pour la culture que pour les charges engagées pour combattre son expansion. Cette plante ne supporte pas les très basses températures si elles conduisent le seuil de gelée plus bas que l'ensemble de son système de racines ; toutefois, elle nécessite une saison froide (une bonne gelée annuelle).
Les tiges de kudzu, qui recouvrent toutes les surfaces horizontales et verticales, qu'elles soient naturelles ou créées par l'homme, peuvent pratiquement interdire de traverser tout un territoire à la marche. Cette espèce tue ou dégrade les autres plantes en les étouffant sous un solide manteau de feuilles, en étranglant les tiges ligneuses et les troncs des arbres et en cassant les branches ou en déracinant même des arbres sous son poids.
L'expansion du kudzu aux États-Unis se fait principalement par multiplication végétative par les stolons et les rhizomes et aussi par l'enracinement des tiges qui produisent des racines adventives au niveau des nœuds et engendrent ainsi de nouveaux pieds. Le kudzu se propage aussi par ses graines, qui sont contenues dans des gousses et mûrissent en automne. Une ou deux graines viables sont produites par bouquet de gousses. Ces graines à tégument coriace peuvent germer après plusieurs années, ce qui provoque la réapparition de la plante des années après qu'on a cru l'avoir éradiquée.
En Europe, Pueraria Montana var. lobata est inscrite depuis 2016 dans la liste des espèces exotiques envahissantes préoccupantes pour l’Union européenne. Cela signifie qu'elle ne peut pas être importée, cultivée, commercialisée, plantée, ou libérée intentionnellement dans la nature, et ce nulle part dans l’Union européenne.
En France, la variété de kudzu Pueraria montana var. lobata est légalement inscrite sur la liste annexe de l'Arrêté du 14 février 2018 relatif aux espèces végétales exotiques envahissantes sur le territoire métropolitain.
Le Kudzu n’a été importé que très récemment en Europe, pour un usage horticole. Aucune installation dans le milieu naturel n’a été constaté en métropole. En Nouvelle-Calédonie, son introduction est plus ancienne. C’est une espèce qui tire profit de la dégradation des milieux et qui peut être localement abondante dans les zones ouvertes et dégradées. Toutefois, son caractère envahissant s’exprime principalement dans les milieux anthropisés. On en peut observer un pied au Jardin des Plantes de Paris. On retrouve des populations de Kudzu en Italie et en Suisse, notamment au Tessin.

### Contrôle
Pour maîtriser à long terme l'expansion de cette plante, il est nécessaire de détruire en totalité son système racinaire très étendu. Le moindre reste de collet racinaire peut conduire à la réinfestation d'une zone. Les moyens mécaniques consistent à couper les tiges juste au-dessous du niveau du sol et à détruire toute la matière enlevée. Un fauchage à ras chaque mois, ou un pâturage régulier intense pendant deux saisons de végétation, ou bien des cultures répétées peuvent être efficaces. Les coupes de kudzu peuvent servir à alimenter le bétail, ou bien être brûlées ou ensachées dans des sacs en matière plastique envoyés en décharge. Si c'est fait au printemps, les coupes doivent être répétées au fur et à mesure des repousses pour épuiser les réserves de la plante en glucides. Les coupes en fin de saison devraient être suivies immédiatement sur les tiges coupées d'un herbicide systémique, capable ainsi de se véhiculer dans le système racinaire. Des applications répétées de plusieurs herbicides de sol se sont révélées efficaces dans des zones forestières. Des recherches ont été entreprises par le Service des forêts des États-Unis pour mettre au point des méthodes de lutte biologique et l'utilisation d'un champignon est actuellement testée.

## Utilisations

### Culinaires
Les parties non-ligneuses de la plante sont comestibles. Les jeunes feuilles peuvent être consommées en salade ou cuisinées comme un légume-feuille et les fleurs frites en beignets (à l'instar des fleurs de courgette) tandis que les racines tubéreuses riches en amidon peuvent être préparées comme n'importe quel tubercule.
Les racines féculentes de cette plante sont réduites en une fine poudre servant à préparer diverses sortes de Wagashi (confiseries traditionnelles japonaises). Parmi elles, on peut citer le Kudzu-mochi, gâteau très populaire à base de poudre de kudzu et de poudre de soja, ou encore le Kudzu-manjû, gâteau dégusté généralement en été. Additionnée d'eau et chauffée, elle devient claire et sert d'épaississant alimentaire.
Le kudzu est connu au Japon depuis au moins 1 300 ans et on suppose qu'il a une origine encore plus ancienne.
Au cours des ères Nara et Heian, il aurait servi à payer les impôts. Même de nos jours, la poudre de kudzu Yoshino a encore la meilleure réputation. La préfecture de Kagoshima est le plus important producteur de dérivés du kudzu.

### Médecine traditionnelle chinoise

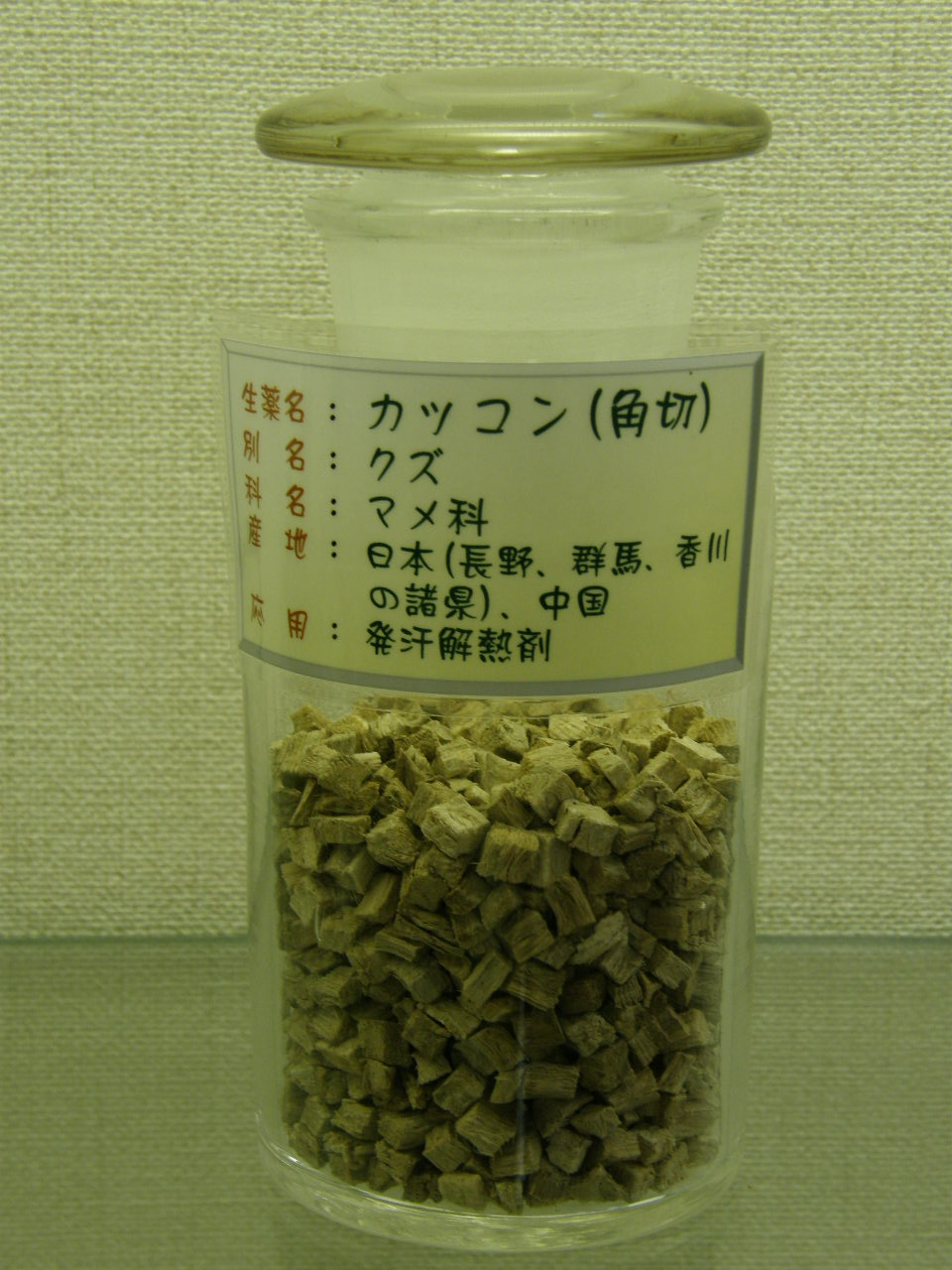
Racine séchée de kudzu, matière médicale japonaise

La racine de puéraire est utilisée comme matière médicale en Chine depuis au moins deux millénaires puisqu’elle est citée dans le Shennong bencao jing, le plus ancien ouvrage chinois traitant des drogues végétales, animales et minérales, compilé aux alentours du début de l’ère commune. La fiche sur la « racine de puéraire » (gegen 葛根) indique « traite la soif, la grande chaleur dans le corps, les haut-le-cœur et les vomissements ;  les obstacles Bi ; elle augmente le qi yin, élimine toutes sortes de toxines » (Shennong Bencao jing).
D’après un ouvrage de pharmacopée traditionnelle faisant autorité de 2008 (en Chinois en 2003), la racine de puéraire doit être collectée au printemps et en automne, coupée en pièces, séchées au soleil, utilisée crue ou étuvée.
Fonctions :
- calme la soif liée à la fièvre
- calme les douleurs de la nuque et du dos
- dilate les vaisseaux

Indications :
- refroidissement avec raideur du cou et des trapèzes
- maladie fébriles et éruptive, calme la soif
- hypertension artérielle

### Médecine moderne
- Traitement de l’alcoolisme

Parmi les médicaments disponibles (en 2018) pour traiter l’alcoolisme chronique, aucun n’a démontré d’efficacité réelle.
Des études menées chez le hamster doré de Syrie ont mis en évidence que l’administration d’extraits de racine de Pueraria montana var. lobata et de certains de ces composés isolés engendrait une diminution significative de la prise d’alcool. Lorsqu’il a le choix entre de l’eau et une solution éthanolique, ce hamster favorise la prise d’alcool. Une étude a montré que l’injection intrapéritonéale (i.p.) d’extraits de racine de puéraire hirsute (1,5 g/kg/jour i.p.) entraînait une diminution de la prise d’alcool d’au moins 50 % chez le hamster doré. La daidzéine, une isoflavone isolée dans la racine, à la dose de 150 mg/kg/jour i.p. diminue également la prise d’alcool d’environ 50 % chez le hamster doré. Des études menées sur d’autres modèles animaux, comme le rat « Fawn-hooded » ou le singe vert africain, ont confirmé que l’administration d’extraits de racine de Pueraria montana var. lobata et l’administration de daidzine permettaient de diminuer significativement la prise d’alcool.
Les quelques études cliniques en double aveugle, menées chez l’homme, ne permettent pas de conclure de l’efficacité de l’utilisation de la racine dans le traitement de l’alcoolisme chronique. L’intervention de facteurs psycho-sociaux dans la dépendance à l’alcool rend difficile l’interprétation des données.
Les isoflavonoïdes sont les principaux métabolites secondaires produits par la puéraire hirsute. Ce sont des molécules particulièrement abondantes chez les Fabaceae. Le cas des isoflavones du soja a été bien étudié. Comme elles se fixent sur les récepteurs aux œstrogènes, elles sont appelées des phyto-œstrogènes.
La racine de puéraire contient des isoflavones sous forme aglycone (daidzéine, génistéine, formononétine, ...) ou glycosylée (daidzine, génistine, puérarine,...). La puérarine est le composé le plus abondant. La daidzine, que l’on retrouve dans les graines de soja, est également présente en quantité non négligeable.
Des saponosides triterpéniques ont été identifiés dans les racines de puéraire comme les soyasapogénols A et B, présents chez le soja.
- Propriétés cardiovasculaires

Des études ont montré que l’administration orale, pendant deux semaines, d’extrait de racine de puéraire hirsute, chez le rat hypertendu, provoquait une diminution significative de la pression artérielle. D’autres investigations ont montré que l’administration orale de daidzéine (300 mg/kg) permettait de diminuer de 12,8 % la pression systolique chez le rat hypertendu.
Cependant les études menées chez l’homme ont donné des résultats très variables.
- Propriétés liées aux phyto-œstrogènes

L’activité anti-oestrogénique de plusieurs plantes a été démontrée: outre la racine et les feuilles de Pueraria montana var. lobata, on a la graine de soja, les feuilles de trèfle et de luzerne, la racine de réglisse, les graines de lin, les fruits de fenouil.
La racine de puéraire contient de la daidzéine, de la génistéine, ainsi que leurs précurseurs méthylés (la formononétine, biochanine A).
Trois études épidémiologiques d’observation, menées au Japon et incluant 1 476 femmes au total, suggèrent que les aliments contenant une quantité importante d’isoflavones, ont une influence sur les symptômes de la ménopause et notamment les bouffées de chaleur (Nagata et al., 1999, 2000, 2001).

### Production textile
Depuis plusieurs millénaires, on utilise les fibres de Pueraria montana var. lobata dans la confection de vêtements en Chine et au Japon. L’utilisation de ces fibres est mentionnée dans la fabrication d’une robe de cérémonie offerte à l’Empereur chinois vers 800 avant J-C.
Au Japon, il existe toujours une industrie artisanale de tissage de vêtements à base de fibres de puéraire généralement associées à du coton ou de la soie. Ses vêtements sont appelés Kudzu-fu ou Kappu. En Chine, il existe aujourd’hui encore une production artisanale, notamment le long du fleuve Yangtze. Cependant, cet artisanat disparaît peu à peu face à la production industrielle de fibres synthétiques.

### Fabrication de papier
Un papier traditionnel a été fabriqué en Chine à partir de l’écorce de la puéraire hirsute.
La méthode de fabrication se fait suivant une procédure applicable aux papiers de plantes lianescentes (comme la glycine Wisteria sinensis).
Les jeunes tiges droites de 2 à 3 m de longueur sont récoltées au milieu de l’été et les feuilles sont éliminées. Puis elles sont étuvées pour pouvoir peler l’écorce. Les écorces sont ensuite cuites pendant 2 à 4 heures dans une lessive alcaline. Elles sont ensuite écrasées dans une meule pendant 3 heures. De cette pâte à papier diluée dans un bassin d’eau, le papetier prélève un mince film homogène de fibres qui une fois séché deviendra une feuille de papier.

### Artisanales
En Nouvelle-Calédonie, ses fibres servaient traditionnellement à constituer des instruments de pêche.

## Dénominations
- Nom scientifique valide : Pueraria montana (Lour.) Merr[23].
- Noms vulgaires (vulgarisation scientifique) ou noms vernaculaires (langage courant) : Puerarie[24] ou puéraire[25], kudzu[24],[26],[27], Kuzu[24], kouzou[réf. souhaitée] ou encore vigne kudzu[24]. En Nouvelle-Calédonie, on l'appelle « magnagna »[22].

Le terme « kudzu » vient du japonais kuzu (葛), une plante grimpante vivace[réf. souhaitée].
La plante cultivée appelée en français, Nepalem ou Vigne japonaise, kudzu, Kudzu du Japon ou encore Puéraire hirsute, correspond généralement à :
- La sous-espèce : Pueraria montana var. lobata (Willdenow) Maesen & S.M. Almeida ex Sanjappa & Predeep[23] (variété acceptée par Flora of North America (FNA)[23]) (officiellement interdite en France car invasive[16])

On la distingue du Kudzu des tropiques ou Puéraria faux-haricot (Pueraria phaseoloïdes), plante fourragère du même genre botanique,.
Pueraria montana (Lour.) Merr est souvent confondu avec le « pois-patate » ou « jicama » (Pachyrhizus erosus (L.) Urb.) dont les tubercules sont également comestibles.

## Liste des variétés
Selon The Plant List (4 janvier 2019) :
- variété Pueraria montana var. chinensis (Ohwi) Sanjappa & Pradeep
- variété Pueraria montana var. lobata (Willd.) Sanjappa & Pradeep
- variété Pueraria montana var. thomsonii (Benth.) Wiersema ex D.B. Ward

Selon Tropicos (4 janvier 2019) (Attention liste brute contenant possiblement des synonymes) :
- variété Pueraria montana var. chinensis (Benth.) Maesen & S.M. Almeida ex Sanjappa & Predeep
- variété Pueraria montana var. lobata (Willd.) Maesen & S.M. Almeida ex Sanjappa & Predeep
- variété Pueraria montana var. montana
- variété Pueraria montana var. thomsonii (Benth.) M.R. Almeida

Selon les auteurs, la variété lobata peut correspondre à :
- une sous-espèce :
  - Pueraria montana var. lobata (Willdenow) Maesen & S.M. Almeida ex Sanjappa & Predeep[23] (variété acceptée par Flora of North América (FNA)[23])
  - Pueraria montana var. lobata (Willd.) Sanjapa & Pradeep[28]
  - Pueraria montana (Lour.) Merr. var. lobata (Willd.) Maesen & S. M.[réf. souhaitée]
- ou bien encore aux synonymes suivants :
  - Dolichos lobatus Willdenow[23]
  - Pueraria lobata (Willdenow) Ohwi[23]